# AFC Ajax in het seizoen 2017/18 (vrouwen)
Het seizoen 2017/2018 was het 6e jaar in het bestaan van de Amsterdamse vrouwenvoetbalclub AFC Ajax. De club kwam uit in de Eredivisie en won voor de tweede keer in haar bestaan het landskampioenschap. In het toernooi om de KNVB beker. Na het landskampioenschap van vorig seizoen kwam het team voor het eerst in haar bestaan uit in de Champions League, hierin werd de groepsfase overleefd, echter werd in de 2e ronde verloren van het Italiaanse Brescia CF.

## Wedstrijdstatistieken

### Eredivisie
|       | Achilles '29 | ADO Den Haag | Alkmaar | Excelsior | sc Heerenveen | PEC Zwolle | PSV   | FC Twente |
| ----- | ------------ | ------------ | ------- | --------- | ------------- | ---------- | ----- | --------- |
| Thuis | 2 – 0        | 0 – 0        | 3 – 0   | 2 – 0     | 2 – 1         | 5 – 2      | 0 – 3 | 1 – 1     |
| Uit   | 0 – 3        | 2 – 2        | 0 – 2   | 0 – 2     | 1 – 3         | 2 – 2      | 1 – 2 | 1 – 1     |

#### Kampioensgroep 1–5

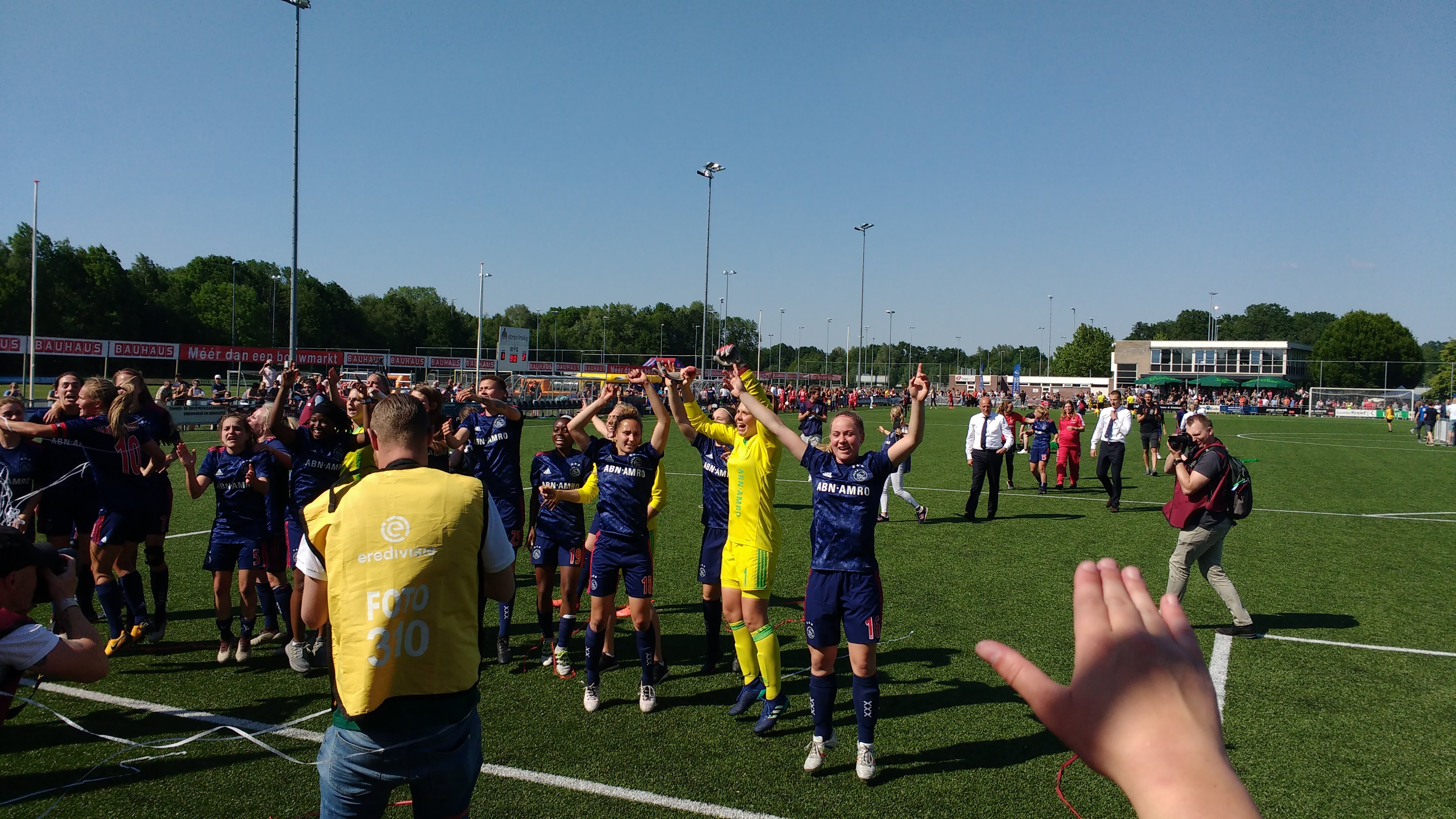
Ajax Vrouwen vieren in Hengelo het zojuist behaalde landskampioenschap

|       | sc Heerenveen | PEC Zwolle | PSV   | FC Twente |
| ----- | ------------- | ---------- | ----- | --------- |
| Thuis | 3 – 0         | 3 – 1      | 2 – 2 | 3 – 2     |
| Uit   | 2 – 2         | 0 – 4      | 2 – 6 | 1 – 2     |

### KNVB beker
| Achtste finale                            | DTS Ede                                                                 | 1 – 6 (0 – 3)    | AFC Ajax                                                                                             |  |
| Plaats: Ede Sportpark Inschoten           | Onbekend 80'                                                            | Wedstrijdverslag | 2', 26' Chantal de Ridder 42', 61' Inessa Kaagman 71' Marjolijn van den Bighelaar 79' Marlous Pieëte |  |
| Kwartfinale                               | ADO Den Haag                                                            | 0 – 2 (0 – 0)    | AFC Ajax                                                                                             |  |
| Plaats: Den Haag Cars Jeans Stadion       |                                                                         | Wedstrijdverslag | 51' Desiree van Lunteren 59' Inessa Kaagman                                                          |  |
| Halve finale                              | sc Heerenveen                                                           | 0 – 1 (0 – 0)    | AFC Ajax                                                                                             |  |
| Plaats: Heerenveen Sportpark Skoatterwâld |                                                                         | Wedstrijdverslag | 61' Desiree van Lunteren 90+5' Toni Payne                                                            |  |
| Finale                                    | AFC Ajax                                                                | 3 – 1 (2 – 0)    | PSV                                                                                                  |  |
| Plaats: Spakenburg Sportpark De Westmaat  | Stefanie van der Gragt 20' Inessa Kaagman 42' Kristina Erman 87' (e.d.) | Wedstrijdverslag | 63' Vanessa Susanna                                                                                  |  |

### Champions League
| Groepsfase                                                                           | AFC Ajax | 6 – 0 (2 – 0)    | Rīgas FS                                                                                            | Opstelling AFC Ajax: |
| 22 augustus 2017 Aanvangstijd: 11:00 uur Plaats: Pärnu Pärnu Rannastaadion           | Marjolijn van den Bighelaar 4' Davina Philtjens 20' Merel van Dongen 45+1', 53' Eliza Spruntule 50' (e.d.), 74' (e.d.) Karïna Lūse 89' (e.d.) | Wedstrijdverslag | | Sarasola, Philtjens ( 70' Zeeman), Van Dongen, Van der Most, Oudemast, Kaagman, De Ridder, Romero, Van den Bighelaar ( 62' Van der Gragt), Folkertsma, Keizerweerd ( 70' Bakker)           |
| Groepsfase                                                                           | Pärnu JK | 1 – 2 (1 – 2)    | AFC Ajax                                                                                            | Opstelling AFC Ajax: |
| 25 augustus 2017 Aanvangstijd: 17:00 uur Plaats: Pärnu Pärnu Rannastaadion           | Anastasia Morkovkina 45+3' Ulrika Tülp 53' Aljona Sasova 78'                                                                                  | Wedstrijdverslag | 17' Antoinette Payne 31' Marjolijn van den Bighelaar 34' Sisca Folkertsma 79' Nicky Van Den Abbeele | Sarasola, Reichardt, Van Lunteren, Bakker ( 78' Van der Most), Van Den Abbeele, Kaagman, Zeeman, De Ridder, Van den Bighelaar, Payne ( 83' Keizerweerd), Folkertsma                        |
| Groepsfase                                                                           | AFC Ajax | 3 – 0 (3 – 0)    | Standard Luik                                                                                       | Opstelling AFC Ajax: |
| 28 augustus 2017 Aanvangstijd: 17:00 uur Plaats: Vändra Vändra Stadion               | Desiree van Lunteren 10' (pen.), 25' Nicky Van Den Abbeele 12' Linda Bakker 16' Stefanie van der Gragt 45+1' Davina Philtjens 84'             | Wedstrijdverslag | 9' Elien Nelissen 60' Karlijn Knapen 90+3' Ellen Charlier                                           | Sarasola, Philtjens, Van der Gragt, Van Dongen, Van der Most, Reichardt, Oudemast ( 63' Zeeman), Van Lunteren, Bakker, Van Den Abbeele ( 68' Folkertsma), Van den Bighelaar ( 84' Payne)   |
| 1/16 finale                                                                          | AFC Ajax | 1 – 0 (0 – 0)    | Brescia CF                                                                                          | Opstelling AFC Ajax: |
| 4 oktober 2017 Aanvangstijd: 19:30 uur Plaats: Amsterdam Sportpark De Toekomst       | Marjolijn van den Bighelaar 21' Loïs Oudemast 51' Linda Bakker 76' Linda Bakker 88'                                                           | Wedstrijdverslag | 58' Brooke Hendrix                                                                                  | Sarasola, Philtjens, Van der Gragt, Van Dongen, Van der Most, Reichardt ( 62' Van Den Abbeele), Oudemast ( 73' Bakker), Van Lunteren, Kaagman ( 89' Folkertsma), Zeeman, Van den Bighelaar |
| 1/16 finale                                                                          | Brescia CF | 2 – 0 (1 – 0)    | AFC Ajax                                                                                            | Opstelling AFC Ajax: |
| 11 oktober 2017 Aanvangstijd: 20:30 uur Plaats: Brescia Centro Sportivo Club Azzurri | Katarzyna Daleszczyk 23' Federica Di Criscio 50' Mónica Mendes 83'                                                                            | Wedstrijdverslag | 73' Loïs Oudemast 90+3' Desiree van Lunteren                                                        | Sarasola, Philtjens, Van der Gragt, Van Dongen, Van der Most, Reichardt ( 85' Payne), Oudemast ( 74' Folkertsma), Van Lunteren, Bakker, Kaagman ( 85' Van Den Abbeele), Zeeman             |

## Statistieken AFC Ajax 2017/2018

### Eindstand AFC Ajax in de Nederlandse Eredivisie Vrouwen 2017 / 2018
| Stand | Gespeeld | Gewonnen | Gelijk | Verloren | Punten | Doelpunten voor | Doelpunten tegen | Gele kaarten | Rode kaarten |
| ----- | -------- | -------- | ------ | -------- | ------ | --------------- | ---------------- | ------------ | ------------ |
| 2e    | 16       | 10       | 5      | 1        | 35     | 32              | 14               | 6            | 1            |

### Eindstand AFC Ajax Vrouwen in de kampioensgroep 1–5 2017 / 2018
| Stand | Gespeeld | Gewonnen | Gelijk | Verloren | Punten | Doelpunten voor | Doelpunten tegen | Gele kaarten | Rode kaarten |
| ----- | -------- | -------- | ------ | -------- | ------ | --------------- | ---------------- | ------------ | ------------ |
| 1e    | 8        | 6        | 2      | 0        | 38     | 25              | 10               | 5            | 0            |

### Topscorers
| #      | Naam                        | Goal |
| ------ | --------------------------- | ---- |
| 1.     | Marjolijn van den Bighelaar | 12   |
| 1.     | Desiree van Lunteren        | 12   |
| 2.     | Linda Bakker                | 7    |
| 2.     | Inessa Kaagman              | 7    |
| 3.     | Kelly Zeeman                | 6    |
| 4.     | Merel van Dongen            | 3    |
| 4.     | Stefanie van der Gragt      | 3    |
| 5.     | Sisca Folkertsma            | 1    |
| 5.     | Liza van der Most           | 1    |
| 5.     | Antoinette Payne            | 1    |
| 5.     | Davina Philtjens            | 1    |
| 5.     | Soraya Verhoeve             | 1    |
| Totaal | Totaal                      | 57   |

| #                | Naam                        | Goal |
| ---------------- | --------------------------- | ---- |
| 1.               | Inessa Kaagman              | 4    |
| 2.               | Desiree van Lunteren        | 2    |
| 2.               | Chantal de Ridder           | 2    |
| 3.               | Marjolijn van den Bighelaar | 1    |
| 3.               | Stefanie van der Gragt      | 1    |
| 3.               | Antoinette Payne            | 1    |
| 3.               | Marlous Pieëte              | 1    |
| Eigen doelpunten |                             |      |
| 1.               | Kristina Erman (PSV)        | 1    |
| Totaal           | Totaal                      | 13   |

| #                | Naam                        | Goal |
| ---------------- | --------------------------- | ---- |
| 1.               | Linda Bakker                | 2    |
| 1.               | Marjolijn van den Bighelaar | 2    |
| 1.               | Merel van Dongen            | 2    |
| 1.               | Desiree van Lunteren        | 2    |
| 2.               | Antoinette Payne            | 1    |
| Eigen doelpunten |                             |      |
| 1.               | Eliza Spruntule (Rīgas FS)  | 2    |
| 2.               | Karïna Lūse (Rīgas FS)      | 1    |
| Totaal           | Totaal                      | 11   |

### Kaarten
| #      | Naam                   |    |
| ------ | ---------------------- | -- |
| 1.     | Stefanie van der Gragt | 2  |
| 1.     | Inessa Kaagman         | 2  |
| 1.     | Liza van der Most      | 2  |
| 2.     | Linda Bakker           | 1  |
| 2.     | Loïs Oudemast          | 1  |
| 2.     | Davina Philtjens       | 1  |
| 2.     | Soraya Verhoeve        | 1  |
| 2.     | Willy                  | 1  |
| Totaal | Totaal                 | 11 |

| #      | Naam                   |   |
| ------ | ---------------------- | - |
| 1.     | Stefanie van der Gragt | 1 |
| Totaal | Totaal                 | 1 |

| #      | Naam           |   |
| ------ | -------------- | - |
| 1.     | Geen speelster | 0 |
| Totaal | Totaal         | 0 |

## Voetnoten
Achilles '29 · 
ADO Den Haag · 
Ajax · 
VV Alkmaar · 
Excelsior/Barendrecht · 
sc Heerenveen · 
PEC Zwolle · 
PSV · 
FC Twente